# ダンスの理由
「ダンスの理由」（ダンスのりゆう）は、平手友梨奈の楽曲。2020年12月25日に1作目の配信限定シングルとしてSony Recordsより配信リリースされた。

## 概要
- 自身のソロデビューシングル。
- 欅坂46[注 1]を脱退後初の音楽作品である。
- 2020年12月9日放送のフジテレビ系音楽番組『2020FNS歌謡祭 第2夜』にて本曲が初披露された[4]。同番組のタイムテーブルでは「平手友梨奈（※内容は生放送で発表）」と記載されていた[6]ため、サプライズで披露された[7]。
- 本曲は自身が一から楽曲制作に携わっており[7]、作曲にも携わっている[4]。
- 作詞は、自身がセンターを務めていた欅坂46の総合プロデューサーである秋元康が担当し、作曲は、自身の他、自身の脱退後にリリースされた欅坂46の最後のシングルである「誰がその鐘を鳴らすのか?」を作曲した辻村有記と伊藤賢が担当している[8]。
- 2020年12月22日に本曲のミュージック・ビデオが解禁された[9]。同ミュージック・ビデオでは、主人公が踊る意味、踊り続ける意味を迫力あるパフォーマンスを通じて表現している[10]。監督は、欅坂46の「二人セゾン」から「黒い羊」までのシングル表題曲のMVなどを手がけた新宮良平が務めた[9]。

## チャート成績
- 初日9,817ダウンロードを記録し、2020年12月25日付オリコン「デイリー デジタルシングル（単曲）ランキング」にて初登場1位を獲得した[1]。
- 初週13,854ダウンロードを記録し、2021年1月4日付オリコン「週間 デジタルシングル（単曲）ランキング」にて初登場6位を獲得した[3]。
- 初週14,444ダウンロードを記録し、2021年1月4日付Billboard JAPAN「Billboard Japan Download Songs」にて初登場5位を獲得した[2]。

## 収録内容
| #         | タイトル         | 作詞      | 作曲                         | 編曲             | 時間 |
| --------- | ---------------- | --------- | ---------------------------- | ---------------- | ---- |
| 1.        | 「ダンスの理由」 | 秋元康    | 平手友梨奈、辻村有記、伊藤賢 | 辻村有記、伊藤賢 | 4:00 |
| 合計時間: | 合計時間:        | 合計時間: | 合計時間:                    | 合計時間:        | 4:00 |